# Forcipomyia idaeus
Forcipomyia idaeus är en tvåvingeart som beskrevs av Yu och Liu 2000. Forcipomyia idaeus ingår i släktet Forcipomyia och familjen svidknott. Inga underarter finns listade i Catalogue of Life.